# Обуховка (Житомирская область)
Обуховка (укр. Обухівка) — село на Украине, находится в Бердичевском районе Житомирской области.
Код КОАТУУ — 1820883602. Почтовый индекс — 13373. Телефонный код — 4143. Занимает площадь 1,28 км².

## Население
Население по переписи 2001 года составляет 325 человек.

### Известные люди
В селе родился тренер по прыжкам в высоту Виталий Алексеевич Лонский.

## Адрес местного совета
13373, Житомирская область, Бердичевский р-н, с. Маркуши, ул. Ленина, 41, тел. 6-24-24.